# サキ (猿)
サキ (saki) は、哺乳綱霊長目サキ科サキ属 (Pithecia) に分類されるサルの総称。南米アマゾンの北側に分布する。
ヒゲサキ属 (Chiropotes) はサキ亜科には属するが、サキ属よりウアカリ属 (Cacajao) に近縁である。

## 分類
かつてはシロガオサキP. pitheciaとモンクサキ（マンクサキ）P. monachusの2種でサキ属を構成するとされていた。1979年にモンクサキからキイロサキP. albicans・P. hirsutaを分割する説が提唱された。1979年の分類におけるP. hirsutaの和名が「クロヒゲサキ」とされたこともある。1987年にモンクサキからセキドウサキP. aequatorialis・ハゲガオサキP. irrorataが分割された（P. hirsutaは1987年に再度モンクサキのシノニムとされた）。2014年にシノニムの復活および新種記載を含めた複数種の分割が提唱された。
以下の分類は、Mammal Diversity Database (2024) に従う。和名・英名は、日本モンキーセンター霊長類和名リスト（2024年7月版）に従う。
- Pithecia aequatorialis セキドウサキ Equatorial saki
- Pithecia albicans キイロサキ Buffy saki
- Pithecia cazuzai カズザサキ Cazuza's saki（モンクサキから新種として分割[3]）
- Pithecia chrysocephala キンガオサキ Golden-faced saki（シロガオサキから分割[3]）
- Pithecia hirsuta ケブカサキ Hairy saki（モンクサキから分割[3]）
- Pithecia inusta コゲチャサキ Burnished saki（モンクサキから分割[3]）
- Pithecia irrorata ハゲガオサキ Gray's bald-faced saki（2014年に記載されたミッターマイヤーサキP. mittermeieri・ピシナーチサキP. pissinattii・ライランズサキP. rylandsiをシノニムとする説もあり[9]）
- Pithecia isabela イザベルサキ Isabel's saki（モンクサキから新種として分割[3]）
- Pithecia milleri ミラーサキ Miller's saki（モンクサキから分割[3]）
- Pithecia monachus モンクサキ Geoffroy's monk saki（新種を含めた複数種を分割[3]）
- Pithecia napensis ナポサキ Napo saki（モンクサキから分割[3]）
- Pithecia pithecia シロガオサキ White-faced saki
- Pithecia vanzolinii バンゾリニサキ Vanzolini's bald-faced saki（ハゲガオサキから分割[3]）

## 人間との関係
sakiという名称は、現地での呼称に由来すると考えられている。
トゥピ語から、フランス語に借用された。